# Filip Ugrinic
Filip Ugrinic (Luzern, 1999. január 5. –) svájci korosztályos válogatott labdarúgó, a Young Boys középpályása.

## Pályafutása

### Klubcsapatokban
Ugrinic a svájci Luzern városában született. Az ifjúsági pályafutását a helyi Luzern akadémiájánál kezdte.
2016-ban mutatkozott be a Luzern első osztályban szereplő felnőtt keretében. A 2019–20-as szezonban a holland első osztályban érdekelt Emmen csapatát erősítette kölcsönben. 2022. július 1-jén négyéves szerződést kötött a Young Boys együttesével. Először a 2022. július 16-ai, Zürich ellen 4–0-ra megnyert mérkőzés 88. percében, Fabian Rieder cseréjeként lépett pályára. Első gólját 2022. augusztus 28-án, a Winterthur ellen idegenben 5–1-es győzelemmel zárult találkozón szerezte meg.

### A válogatottban
Ugrinic az U18-astól az U21-esig minden korosztályú válogatottban képviselte Svájcot.
2019-ben debütált az U21-es válogatottban. Először a 2019. október 15-ei, Azerbajdzsán ellen 1–0-ra megnyert U21-es EB-selejtező 86. percében, Ruben Vargast váltva lépett pályára.

## Statisztika
2023. január 21. szerint.
| Klub               | Szezon   | Bajnokság          | Bajnokság | Bajnokság | Kupa  | Kupa  | Nemzetközi | Nemzetközi | Összesen | Összesen |
| Klub               | Szezon   | Bajnokság          | Mérk.     | Gólok     | Mérk. | Gólok | Mérk.      | Gólok      | Mérk.    | Gólok    |
| ------------------ | -------- | ------------------ | --------- | --------- | ----- | ----- | ---------- | ---------- | -------- | -------- |
| Luzern             | 2016–17  | Swiss Super League | 21        | 0         | 1     | 0     | —          | —          | 22       | 0        |
| Luzern             | 2017–18  | Swiss Super League | 17        | 0         | 1     | 0     | 1          | 0          | 19       | 0        |
| Luzern             | 2018–19  | Swiss Super League | 14        | 1         | 2     | 0     | 1          | 0          | 17       | 1        |
| Luzern             | 2020–21  | Swiss Super League | 33        | 5         | 2     | 0     | —          | —          | 35       | 5        |
| Luzern             | 2021–22  | Swiss Super League | 36        | 9         | 4     | 1     | 2          | 0          | 42       | 10       |
| Luzern             | Összesen | Összesen           | 121       | 15        | 10    | 1     | 4          | 0          | 135      | 16       |
| Emmen (kölcsönben) | 2019–20  | Eredivisie         | 13        | 0         | 0     | 0     | —          | —          | 13       | 0        |
| Young Boys         | 2022–23  | Swiss Super League | 10        | 1         | 2     | 1     | 3          | 0          | 15       | 2        |
| Összesen           | Összesen | Összesen           | 144       | 16        | 12    | 2     | 7          | 0          | 163      | 18       |

## Sikerei, díjai
Luzern
- Svájci Kupa
  - Győztes (1): 2020–21

Young Boys
- Swiss Super League
  - Bajnok (1): 2022–23

- Svájci Kupa
  - Győztes (1): 2022–23